# Ölmstads landskommun
Ölmstads landskommun var en tidigare kommun i Jönköpings län.

## Administrativ historik
När 1862 års kommunalförordningar trädde i kraft den 1 januari 1863 inrättades i Sverige cirka 2 400 landskommuner samt 89 städer och ett mindre antal köpingar. Då inrättades i Ölmstads socken i Vista härad i Småland denna kommun.
Vid den riksomfattande kommunreformen 1952, då antalet kommuner minskade från 2 498 till 1037, uppgick denna kommun i storkommunen Skärstad.
Nästa indelningsreform innebar att den kommunen upplöstes år 1971 och att detta området då gick upp i Jönköpings kommun

## Politik

### Mandatfördelning i Ölmstads landskommun 1938-1946
| 5 | 6 | 6 | 3 |

| 20 |

| 5 | 8 | 4 | 3 |

| 20 |

| 5 | 9 | 3 | 3 |

| 20 |